# Liste der Althistoriker an der Universität Stuttgart
In der Liste der Althistoriker an der Universität Stuttgart werden alle Hochschullehrer gesammelt, die an der Universität Stuttgart Alte Geschichte lehrten oder lehren. Das umfasst im Normalfall alle regulären Hochschullehrer, die Vorlesungen halten durften, also habilitiert waren. Namentlich sind das Ordinarien, Außerplanmäßige Professoren, Juniorprofessoren, Gastprofessoren, Honorarprofessoren, Lehrstuhlvertreter und Privatdozenten. Althistoriker des Mittelbaus (Dozenten: Assistenten und Mitarbeiter) sind nur in begründeten Ausnahmefällen (etwa als Akademische Räte auf Lebenszeit) berücksichtigt.
Alte Geschichte wird in Stuttgart von Beginn an in Verbindung mit der Geschichtswissenschaft, nicht der Altphilologie, gelehrt. Zunächst lag der Schwerpunkt der Universität, die von 1829 bis 1876 „Vereinigte Real- und Gewerbeschule“ hieß und von 1876 bis 1967 „Technische Hochschule“, auf Wirtschaftswissenschaften und technischen Disziplinen, was sich auch in den Lehrveranstaltungen zur Alten Geschichte niederschlug. Seit 1925 wurde Alte Geschichte nicht mehr gelehrt. Ein althistorischer Lehrstuhl wurde 1976 begründet. Bis 2008 war Eckart Olshausen Inhaber des Lehrstuhls, seitdem Peter Scholz.
Angegeben ist in der ersten Spalte der Name der Person und ihre Lebensdaten, in der zweiten Spalte wird der Eintritt in die Universität angegeben, in der dritten Spalte das Ausscheiden. Spalte vier nennt die höchste an der Universität Stuttgart erreichte Position. An anderen Universitäten kann der entsprechende Dozent eine noch weitergehende wissenschaftliche Karriere gemacht haben. Die nächste Spalte nennt Besonderheiten, den Werdegang oder andere Angaben in Bezug auf die Universität oder das Institut. In der letzten Spalte werden Bilder der Dozenten gezeigt, was derzeit aufgrund der Bildrechte jedoch zum Teil schwer ist.
| Wissenschaftler                   | von  | bis  | Funktionen                 | Bemerkungen | Bild |
| --------------------------------- | ---- | ---- | -------------------------- | --- | ---- |
| Mährlen, Johannes (1803–1871)     | 1840 | 1845 | Professor                  | Ökonom, Geograph und Sozialreformer; lehrte Alte Geschichte im Rahmen der Universalgeschichte                                                                                           |      |
| Ehrhart, Christian Friedrich      | ?    | ?    | Professor                  | Universalhistoriker, der auch Alte Geschichte in Verbindung mit Geographie lehrte |      |
| Denzel, Emil Woldemar (1814–1894) | ?    | ?    | Professor                  | Geograph; lehrte Alte Geschichte im Rahmen der Universalgeschichte mit einem Schwerpunkt auf der Philologie                                                                             |      |
| Georgii, Heinrich                 | 1883 | 1884 | Professor                  | Universalhistoriker, der auch Alte Geschichte lehrte |      |
| Straub, Lorenz Wilhelm            | 1885 | 1890 | Professor                  | Universalhistoriker, der auch Alte Geschichte lehrte |      |
| Egelhaaf, Gottlob (1848–1934)     | 1900 | 1925 | Lehrbeauftragter           | Universalhistoriker, der auch Alte Geschichte lehrte; gleichzeitig Rektor des Karls-Gymnasiums                                                                                          |      |
| Olshausen, Eckart (* 1938)        | 1970 | 2007 | Ordinarius                 | Erster Lehrstuhlinhaber; 1970 Akademischer Rat, 1972 Habilitation und Privatdozentur, 1973 Wissenschaftlicher Rat und Professor, 1976 Ordinarius; Spezialist für historische Geographie |      |
| Adam, Karl Dietrich (1921–2012)   | ?    | 2009 | Außerplanmäßiger Professor | Prähistoriker; Professor für Ur- und Frühgeschichte an der Stuttgarter Universität |      |
| Sonnabend, Holger (* 1956)        | 1985 |      | Außerplanmäßiger Professor | 1985 Wissenschaftlicher Angestellter, anschließend Hochschulassistent und Hochschuldozent, 1993 Privatdozent, 1999 Außerplanmäßiger Professor; Spezialist für historische Geographie    |      |
| Fellmeth, Ulrich (* 1954)         | 1985 |      | Honorarprofessor           | 1985 Lehrbeauftragter, 2004 Honorarprofessor; Spezialist für antike Wirtschaftsgeschichte                                                                                               |      |
| Keller, Hans-Ulrich (* 1943)      | ?    |      | Honorarprofessor           | Astronom; Leiter des Planetarium Stuttgart |      |
| Planck, Dieter (1944–2025)        | ?    |      | Honorarprofessor           | Provinzialrömischer Archäologe; Direktor des Archäologischen Landesmuseums Baden-Württemberg und Präsident des Landesamtes für Denkmalpflege Baden-Württemberg                          |      |
| Bredow, Iris von (1948–2018)      | ?    |      | Privatdozentin             | |      |
| Scholz, Peter (* 1965)            | 2008 |      | Ordinarius                 | Nachfolger Olshausens; Spezialist für griechische Sozial- und Kulturgeschichte, die römische Republik, antike politische Theorie sowie Erziehung und Bildung in der Antike              |      |